# Giro della Provincia di Reggio Calabria 1962
Il Giro della Provincia di Reggio Calabria 1962, ventitreesima edizione della corsa, si svolse il 1º aprile 1962 su un percorso di 272 km, con partenza e arrivo a Reggio Calabria. La vittoria fu appannaggio dell'italiano Luigi Sarti, che completò il percorso in 7h08'15", alla media di 38,109 km/h, precedendo lo spagnolo Antonio Suárez e il connazionale Livio Trapè.

## Ordine d'arrivo (Top 10)
| Pos. | Corridore          | Squadra                     | Tempo    |
| ---- | ------------------ | --------------------------- | -------- |
| 1    | Luigi Sarti        | Ghigi                       | 7h08'15" |
| 2    | Antonio Suárez     | Ghigi                       | a 0'36"  |
| 3    | Livio Trapè        | Ghigi                       | s.t.     |
| 4    | Alberto Marzaioli  | San Pellegrino Sport        | s.t.     |
| 5    | Franco Cribiori    | San Pellegrino Sport        | s.t.     |
| 6    | Vito Taccone       | Atala                       | s.t.     |
| 7    | Arturo Sabbadin    | Gazzola-Fiorelli-Hutchinson | s.t.     |
| 8    | Giuseppe Fallarini | Molteni                     | s.t.     |
| 9    | Giorgio Zancanaro  | Philco                      | s.t.     |
| 10   | Guido Carlesi      | Philco                      | a 0'45"  |